# Белен (Немачка)
Белен (њем. Beelen) општина је у њемачкој савезној држави Северна Рајна-Вестфалија. Једно је од 13 општинских средишта округа Варендорф. Према процјени из 2010. у општини је живјело 6.310 становника. Посједује регионалну шифру (AGS) 5570012.

## Географски и демографски подаци
Белен се налази у савезној држави Северна Рајна-Вестфалија у округу Варендорф. Општина се налази на надморској висини од 62 метра. Површина општине износи 31,4 km². У самом мјесту је, према процјени из 2010. године, живјело 6.310 становника. Просјечна густина становништва износи 201 становника/km².

## Међународна сарадња
| Мјесто | Држава    | Врста сарадње | Од    |
| ------ | --------- | ------------- | ----- |
|        | Француска | партнерство   | 1989. |
| Извор  |           |               |       |